# إدوارد بي. هاغان
إدوارد بي. هاغان هو سياسي أمريكي، ولد في 1 فبراير 1846، وتوفي في 20 فبراير 1893. نشط حزبياً في الحزب الديمقراطي. وقد انتخب عضو جمعية ولاية نيويورك ‏ وانتخب عضو مجلس ولاية نيويورك ‏.